# カッタウェイ
カッタウェイ（cutaway）は、ギターなどでは高フレット（大体14フレット以降）を弾くとき、手がボディに邪魔されて弾きづらいため、プレイヤーが弾くやすくするために、ボディを一部、または全フレットの長さの分だけ、カットされた部位の事をいう。また、ツノのように残った箇所はホーンという。主にプレイヤービリティ向上目的に施される。
通常、クラシック・ギターやマーティン製ギター、ウクレレなどのように、あまり高フレットを弾く機会がない奏法を用いるようなものでは採用しないことが多いが、フォークギターにおいてはシングルカッタウェイ処理が施されているものもある。一般的にエレクトリックギターやエレクトリックベースではカッタウェイ処理が施されている。
ギターのカタログに記載されている「ネックジョイント」のフレット値を見れば、どのフレットからボディと接合されているかが分かる。一般にこの数値が大きいほど、指が簡単に高フレットを押さえられるので弾きやすいギターといえる。ただし機種にもよるが、その分だけボディとの接合面が狭いタイプでは強度面で劣る可能性がある。
また重量的にもその分、多少軽くなるのでプレイヤーの負担は多少軽減する。サウンド面でもボディとの共振が変わる可能性があるため、キャラクターやトーンなどに変化がつく可能性はある。
ビジュアル面における効果も非常に高く、よりロック向けなイメージに近くなる。またエッジを丸くするか鋭くするかによってもイメージが変わってくる。丸いものはラウンテッド・カッタウェイ、鋭くしたものはポインテッド・カッタウェイ（またはフローレンタイン・カッタウェイ）という。特にギブソン・SGタイプのように鋭いエッジはツノとも呼ばれ、ビジュアル面をうまく活かした例であると言える。

## カッタウェイの種類
- シングルカッタウェイ

レスポールやテレキャスターなどのギターのように、カッタウェイが高音弦側だけあるタイプ。
- ダブルカッタウェイ

ストラトキャスターやSGやES-335などのギターのように、低音弦側、高音弦側の両側にカッタウェイがあるタイプ。ES-335などの丸いエッジのタイプではこの部分をホーン部と呼んだりする。
- その他

ギブソン社から発売されたフライングVなどのように、ボディ部の出っ張りを全て廃していて、当時としては奇抜なタイプもある。